# Pro Bowl Games 2025
Navigation
2024 2026
Les Pro Bowl Games 2025 constituent un évènement se déroulant après la saison 2024 de la National Football League (NFL) et une semaine avant le Super Bowl LIX.
Le traditionnel match des étoiles est remplacé pour la troisième saison consécutive par des concours d'habiletés et par trois matchs de flag football (sans contact).
La compétition à lieu à Orlando en Floride, une première série d'épreuves ayant lieu le 30 janvier sur divers sites situés au centre de la Floride (la plupart au stade Nicholson Fieldhouse situé sur le campus de l'université Central Florida) tandis que le match de flag football et le reste des épreuves se déroulent le 2 février 2025 au Camping World Stadium lequel avait déjà accueilli l'édition précédente ainsi que les Pro Bowls 2017 à 2020 (il n'y avait pas eu d'évènement en 2021 à la suite de la pandémie de Covid-19),.
Les votes désignant les joueurs sélectionnés pour l'évènement ont débuté le 25 novembre 2024 et se sont terminés le 23 décembre 2024. Les compositions d'équipe ont été dévoilées le 2 janvier 2025,,.
Les entraîneurs de l'édition précédente ont été reconduits :
- American Football Conference (AFC) : Peyton Manning ;
- National Football Conference (NFC) : Eli Manning.

L'équipe de la NFC a remporté les épreuves (20-13) ainsi que le match de flag football (56–50). C'est la première fois qu'une conférence réalise cette performance. Il s'agit également du plus gros score réalisé à l'occasion d'un Pro Bowl, l'ancien record ayant été réalisé la saison précédente.

## Équipe AFC
Le joueur doit accepter l'invitation à être remplaçant pour apparaître dans les listes. Celui qui refuse l'invitation n'est pas considéré comme Pro Bowler.
- En GRAS, les sélectionnés ayant joué lors du Pro Bowl ;
- C  = le joueur a été sélectionné comme capitaine ;
- a  = Sélectionné comme remplaçant à la suite d'une blessure ou d'une place vacante ;
- b  = Blessé/joueur suspendu - sélectionné mais n'a pas participé ;
- c  = Remplacement du titulaire - sélectionné comme réserve ;
- d  = Sélectionné mais n'a pas joué car son équipe participait au Super Bowl LVI ;
- e  = Sélectionné mais ayant choisi de ne pas participer.

### Attaque
| Position         | Titulaires                                      | Réserve(s)                                     | Remplaçant(s)                                      |
| ---------------- | ----------------------------------------------- | ---------------------------------------------- | -------------------------------------------------- |
| Quarterback      | 17 Josh Allen, Bills                            | 9 Joe Burrow, Bengals 8 Lamar Jackson, Ravens  | 10 Drake Maye, Patriots 3 Russell Wilson, Steelers |
| Running back     | 22 Derrick Henry, Ravens                        | 28 Joe Mixon, Texans 28 Jonathan Taylor, Colts | 4 James Cook, Bills                                |
| Fullback         | 42 Patrick Ricard, Ravens                       |                                                |                                                    |
| Wide receiver    | 1 Ja'Marr Chase, Bengals 3 Jerry Jeudy, Browns  | 12 Nico Collins, Texans 4 Zay Flowers, Ravens  | 7 Brian Thomas Jr., Jaguars                        |
| Tight end        | 89 Brock Bowers, Raiders                        | 87 Travis Kelce, Chiefs                        | 9 Jonnu Smith, Dolphins                            |
| Offensive tackle | 73 Dion Dawkins, Bills 78 Laremy Tunsil, Texans | 70 Rashawn Slater, Chargers                    | 79 Ronnie Stanley, Ravens                          |
| Offensive guard  | 56 Quenton Nelson, Colts 62 Joe Thuney, Chiefs  | 65 Trey Smith, Chiefs                          | 75 Joel Bitonio, Browns 73 Isaac Seumalo, Steelers |
| Center           | 52 Creed Humphrey, Chiefs                       | 64 Tyler Linderbaum, Ravens                    | 66 Connor McGovern, Bills                          |

### Défense
| Position           | Titulaires                                                  | Réserve(s)                                        | Remplaçant(s)                                        |
| ------------------ | ----------------------------------------------------------- | ------------------------------------------------- | ---------------------------------------------------- |
| Defensive end      | 95 Myles Garrett, Browns 91 Trey Hendrickson, Bengals       | 98 Maxx Crosby, Raiders                           | 55 Danielle Hunter, Texans                           |
| Defensive tackle   | 97 Cameron Heyward, Steelers 95 Chris Jones, Chiefs         | 92 Nnamdi Madubuike, Ravens                       | 95 Quinnen Williams, Jets 98 Jeffery Simmons, Titans |
| Outside linebacker | 15 Nik Bonitto, Broncos 90 T. J. Watt, Steelers             | 52 Khalil Mack, Chargers                          | 53 Kyle Van Noy, Ravens 97 Joey Bosa, Chargers       |
| Inside linebacker  | 0 Roquan Smith, Ravens                                      | 44 Zaire Franklin, Colts                          | 6 Patrick Queen, Steelers                            |
| Cornerback         | 24 Derek Stingley Jr., Texans 2 Patrick Surtain II, Broncos | 44 Marlon Humphrey, Ravens 21 Denzel Ward, Browns |                                                      |
| Free safety        | 39 Minkah Fitzpatrick, Steelers                             |                                                   |                                                      |
| Strong safety      | 14 Kyle Hamilton, Ravens                                    | 3 Derwin James, Chargers                          |                                                      |

### Équipes spéciales
| Position           | Titulaires                    | Réserve(s)                   |
| ------------------ | ----------------------------- | ---------------------------- |
| Punter             | 9 Logan Cooke, Jaguars        |                              |
| Kicker             | 9 Chris Boswell, Steelers     |                              |
| Kick Returner      | 19 Marvin Mims, Broncos       |                              |
| Équipiers spéciaux | 41 Brenden Schooler, Patriots | 28 Miles Killebrew, Steelers |
| Long snapper       | 46 Ross Matiscik, Jaguars     |                              |

## Équipe NFC
Le joueur doit accepter l'invitation à être remplaçant pour apparaître dans les listes. Celui qui refuse l'invitation n'est pas considéré comme Pro Bowler.
- En GRAS, les sélectionnés ayant joué lors du Pro Bowl.
- C  = le joueur a été sélectionné comme capitaine.
- a  = Sélectionné comme remplaçant à la suite d'une blessure ou d'une place vacante ;
- b  = Blessé/joueur suspendu - sélectionné mais n'a pas participé ;
- c  = Remplacement du titulaire - sélectionné comme réserve ;
- d  = Sélectionné mais n'a pas joué car son équipe participait au Super Bowl LVI ;
- e  = Sélectionné mais ayant choisi de ne pas participer ;
- f  = Sélectionné comme titulaire mais a cédé son poste.

### Attaque
| Position         | Titulaires                                                          | Réserve(s)                                            | Remplaçant(s)                                                                    |
| ---------------- | ------------------------------------------------------------------- | ----------------------------------------------------- | -------------------------------------------------------------------------------- |
| Quarterback      | 16 Jared Goff, Lions                                                | 14 Sam Darnold, Vikings 5 Jayden Daniels, Commanders  | 6 Baker Mayfield, Buccaneers                                                     |
| Running back     | 26 Saquon Barkley, Eagles                                           | 26 Jahmyr Gibbs, Lions 8 Josh Jacobs, Packers         | 7 Bijan Robinson, Falcons                                                        |
| Fullback         | 44 Kyle Juszczyk, 49ers                                             |                                                       |                                                                                  |
| Wide receiver    | 18 Justin Jefferson, Vikings 14 Amon-Ra St. Brown, Lions de Détroit | 88 CeeDee Lamb, Cowboys 17 Terry McLaurin, Commanders | 1 Malik Nabers, Giants 13 Mike Evans, Buccaneers 11 Jaxon Smith-Njigba, Seahawks |
| Tight end        | 85 George Kittle, 49ers                                             | 85 Trey McBride, Cardinals                            |                                                                                  |
| Offensive tackle | 58 Penei Sewell, Lions 65 Lane Johnson, Eagles                      | 78 Tristan Wirfs, Buccaneers                          | 68 Taylor Decker, Lions 75 Brian O'Neill, Vikings                                |
| Offensive guard  | 69 Landon Dickerson, Eagles 73 Tyler Smith, Cowboys                 | 63 Chris Lindstrom, Falcons                           | 50 Robert Hunt, Panthers                                                         |
| Center           | 77 Frank Ragnow, Lions                                              | 51 Cam Jurgens, Eagles                                | 78 Erik McCoy, Saints                                                            |

### Défense
| Position           | Titulaires                                                  | Réserve(s)                                             | Remplaçant(s)                 |
| ------------------ | ----------------------------------------------------------- | ------------------------------------------------------ | ----------------------------- |
| Defensive end      | 97 Nick Bosa, 49ers 11 Micah Parsons, Cowboys               | 52 Rashan Gary, Packers                                |                               |
| Defensive tackle   | 97 Dexter Lawrence, Giants 98 Jalen Carter, Eagles          | 50 Vita Vea, Buccaneers                                | 99 Leonard Williams, Seahawks |
| Outside linebacker | 51 Jonathan Greenard, Vikings 43 Andrew Van Ginkel, Vikings | 8 Jared Verse, Rams                                    |                               |
| Inside linebacker  | 54 Fred Warner, 49ers                                       | 53 Zack Baun, Eagles                                   | 54 Bobby Wagner, Commanders   |
| Cornerback         | 33 Jaylon Johnson, Bears 8 Byron Murphy Jr., Vikings        | 8 Jaycee Horn, Panthers 21 Devon Witherspoon, Seahawks |                               |
| Free safety        | 29 Xavier McKinney, Packers                                 |                                                        |                               |
| Strong safety      | 3 Budda Baker, Cardinals                                    | 32 Brian Branch, Lions                                 |                               |

### Équipes spéciales
| Position           | Titulaires                 | Réserve(s) |
| ------------------ | -------------------------- | ---------- |
| Punter             | 3 Jack Fox, Lions          |            |
| Kicker             | 17 Brandon Aubrey, Cowboys |            |
| Kick Returner      | 9 KaVontae Turpin, Cowboys |            |
| Équipiers spéciaux | 12 KhaDarel Hodge, Falcons |            |
| Long snapper       | 42 Andrew DePaola, Vikings |            |

## Nombre de sélections par franchise
| Équipes                            | Nb. |
| ---------------------------------- | --- |
| Ravens de Baltimore                | 11  |
| Bills de Buffalo                   | 4   |
| Bengals de Cincinnati              | 3   |
| Browns de Cleveland                | 4   |
| Broncos de Denver                  | 3   |
| Texans de Houston                  | 5   |
| Colts d'Indianapolis               | 3   |
| Jaguars de Jacksonville            | 3   |
| Chiefs de Kansas City              | 5   |
| Raiders de Las Vegas               | 2   |
| Chargers de Los Angeles            | 4   |
| Dolphins de Miami                  | 1   |
| Patriots de la Nouvelle-Angleterre | 2   |
| Jets de New York                   | 1   |
| Steelers de Pittsburgh             | 8   |
| Titans du Tennessee                | 1   |

| Équipes                       | Nb. |
| ----------------------------- | --- |
| Cardinals de l'Arizona        | 2   |
| Falcons d'Atlanta             | 3   |
| Panthers de la Caroline       | 2   |
| Bears de Chicago              | 1   |
| Cowboys de Dallas             | 5   |
| Lions de Détroit              | 8   |
| Packers de Green Bay          | 3   |
| Rams de Los Angeles           | 1   |
| Vikings du Minnesota          | 7   |
| Saints de La Nouvelle-Orléans | 1   |
| Giants de New York            | 2   |
| Eagles de Philadelphie        | 6   |
| 49ers de San Francisco        | 4   |
| Seahawks de Seattle           | 3   |
| Buccaneers de Tampa Bay       | 4   |
| Commanders de Washington      | 3   |

## Format
Un concours d'habiletés rapporte trois points à la conférence qui le remporte (aucun point au perdant). Les points s'additionnent par conférence au fur et à mesure des concours. Un nombre maximal de 24 points est attribué pour l'ensemble des huit concours.
La conférence gagnante de chacun des deux premiers matchs de flag football apporte six points à son équipe, pour un total de 12 points disponibles.
Les points des concours d'habiletés et des deux premiers matchs de flag football sont additionnés. Ces points déterminent le score au début du troisième et dernier match de flag qui déterminera la conférence gagnante du Pro Bowl Games.

## Programme et résultats

### 1erfévrier 2024

#### Passing the Test
Il s'agit d'une compétition de précision dans laquelle chaque quarterback des deux conférences tente d'atteindre autant de cibles que possible dans le temps imparti, dont six cibles fixes et trois cibles mobiles. Une fois toutes les cibles atteintes, le quarterback est autorisé à les atteindre une seconde fois pour marquer des points. Les quarterbacks tentent d'atteindre des cibles pour marquer des points jusqu'à ce qu'ils soient hors du temps imparti. Pour déterminer le temps dont disposait chaque quarterback, les quarterbacks étaient jumelés à un partenaire du Pro Bowl et invités à répondre à cinq questions de culture générale. Chaque quarterback avait initialement 40 secondes de temps, se voyant attribuer 10 secondes supplémentaires pour chaque bonne réponse[8].
| Ordre | Quarterback    | Équipe | Partenaire    | Équipe | Réponses correctes | Temps total | Score |
| ----- | -------------- | ------ | ------------- | ------ | ------------------ | ----------- | ----- |
| 1     | Joe Burrow     | CIN    | Nico Collins  | HOU    | 2/5                | 60 secondes | 27    |
| 2     | Jared Goff     | DET    | Josh Jacobs   | GB     | 5/5                | 90 secondes | 44    |
| 3     | Drake Maye     | NWE    | Jonnu Smith   | MIA    | 4/5                | 80 secondes | 22    |
| 4     | Sam Darnold    | MIN    | Fred Warner   | SF     | 5/5                | 90 secondes | 39    |
| 5     | Russell Wilson | PIT    | Myles Garrett | CLE    | 5/5                | 90 secondes | 31    |
| 6     | Baker Mayfield | TB     | Mike Evans    | TB     | 3/5                | 70 secondes | 27    |

Jared Goff a remporté l'épreuve avec un score de 44, apportant 3 points à la NFC.

#### Satisfying Catches
La NFC remporte l'épreuve portant le score partiel à 6-0 pour la NFC.

#### The Big Spike
L'AFC remporte l'épreuve et le score partiel est 6-3 pour la NFC.

#### Helmet Harmony
La NFC remporte l'épreuve 8 à 6 ce qui lui rapporte 3 points
Le score partiel est de 9-3 pour la NFC.

#### Relay Race
Trois courses relais rapportant 1 point sont organisées. La NFC remporte les courses e et 3 tandis que l'AFC remporte la 2e.
Le score partiel est de 11-4 pour la NFC.

#### Dodgeball
Deux épreuves rapportant trois points sont organisées. L'AFC remporte la 1re, la NFC la 2e.
Le score partiel est 14-7 pour la NFC.

### 4 février 2024

#### Flag Football -1erquart temps
La NFC remporte le 1er quart 13 à 6, le score partiel étant porté à 27-13 pour la NFC.

#### Punt Perfect
L'AFC a remporté cette compétition 1–0 après 3 morts subites, les deux équipes étant à égalité après le temps règlementaire (13 à 13) et après la prolongation (3 à 3).
Le score partiel passe ainsi à 27-16 pour la NFC.

#### Flag Football -2equart temps
La NFC remporte le 2e quart 12 à 6 portant le score partiel à 39-22 pour la NFC.

#### Head to Head
L'épreuve était une compétition sur console du jeu Madden NFL s'étant déroulée la veille. Les 3 points ont officiellement été ajouté à la mi-temps du match de flag football avec un résumé des moments important de l'épreuve. L'AFC a remporte l'épreuve 22 à 13.
Le score partiel est alors porté à 39-25 pour la NFC.

#### The Great Football Race
L'épreuve est remportée par le NFC, le score partiel passant à 42-25 pour la NFC.

#### Flag Football -3equart temps
L'AFC remporte le 3e quart 14 à 13 portant le score partiel à 55-39 pour la NFC.

#### Tug of War
La NFC remporte l'épreuve et porte le score partiel à 58-39 en sa faveur.

#### Flag football -4equart temps
Le 4e quart est remporté par l'AFC 24 à 18.
Le score final du Pro Bowl Games 2025 est ainsi de 76-63 en faveur de la NFC.

## Récapitulatif
| Conférence | Épreuves 30 janvier | 1er quarter | Épreuve | 2e suart | Épreuves | 3e quart | Épreuve | 4e quart | Total |
| ---------- | ------------------- | ----------- | ------- | -------- | -------- | -------- | ------- | -------- | ----- |
| AFC        | 7                   | 6           | 3       | 6        | 3        | 14       | 0       | 24       | 63    |
| NFC        | 14                  | 13          | 0       | 12       | 3        | 13       | 3       | 18       | 76    |